# Jack Rusher
John Dunbar Rusher IV (ur. 18 kwietnia 1967 w Bostonie) – amerykański wioślarz. Brązowy medalista olimpijski z Seulu.
Zawody w 1988 były jego pierwszymi igrzyskami olimpijskimi. Po medal sięgnął w ósemce. W 1989 zdobył srebrny medal mistrzostw świata w czwórce bez sternika. Brał udział w igrzyskach olimpijskich w 1992.
Jego żona Cindy Eckert również była wioślarką i medalistką olimpijską.